# 迪凯特 (佐治亚州)
迪凯特（英語：Decatur）是一個位於美國喬治亞州迪卡爾布縣的城市。根據2010年美國人口普查，該地人口為19335人，而該地的面積約為10.80平方千米。同時該地也是迪卡爾布縣的縣治。

## 地理
迪凯特的座標為33°46′17″N 84°17′52″W / 33.77139°N 84.29778°W，而該地的平均海拔高度為318米（即1043英尺）。